# Francesco Mochi
Pour les articles homonymes, voir Francesco et Mochi (homonymie).
Francesco Mochi, né le 29 juillet 1580 à Montevarchi, en Toscane, et mort le 6 février 1654 à Rome, est un sculpteur italien, initiateur de la sculpture baroque, en particulier de 1603-1608 avec L'Annonciation (Francesco Mochi) .

## Biographie
Formé à la sculpture de la Renaissance et au maniérisme, en particulier par ses maîtres Santi di Tito et Camillo Mariani de Florence en Toscane, Francesco Mochi s'installe à Rome où influencé par Jean Bologne, il devient l'un des principaux initiateurs de la sculpture baroque au début du XVIIe siècle au moment de la transition entre la Renaissance et la période baroque, en particulier avec son groupe de sculpture L'Annonciation (Francesco Mochi) (1603-1608).

## Œuvres principales
- L'Annonciation (1603-1608), groupe de deux statues en marbre, de la cathédrale d'Orvieto et du Museo dell'Opera del Duomo (Orvieto)
- Santa Veronica (1629-1639), statue en marbre, dans l'une des niches de la croisée de transept de la basilique Saint-Pierre du Vatican à Rome.
- Saint Marthe (1609-1621), chapelle Barberini, église Sant'Andrea della Valle à Rome.
- Statue du cardinal de Richelieu, collection du cardinal Mazarin, puis placée au château de La Meilleraye par le duc Mazarin, aujourd'hui au musée de Niort[1]
- Statues équestres en bronze des ducs Ranuce Ier Farnèse et d'Alexandre Farnèse, sur la piazza Cavalli de Plaisance.
- Le Baptême du Christ, de l'église San Giovanni Battista dei Fiorentini de Rome
- Statue de saint Pierre et saint Paul pour la basilique Saint-Paul-hors-les-Murs et la Porta del Popolo de Rome.

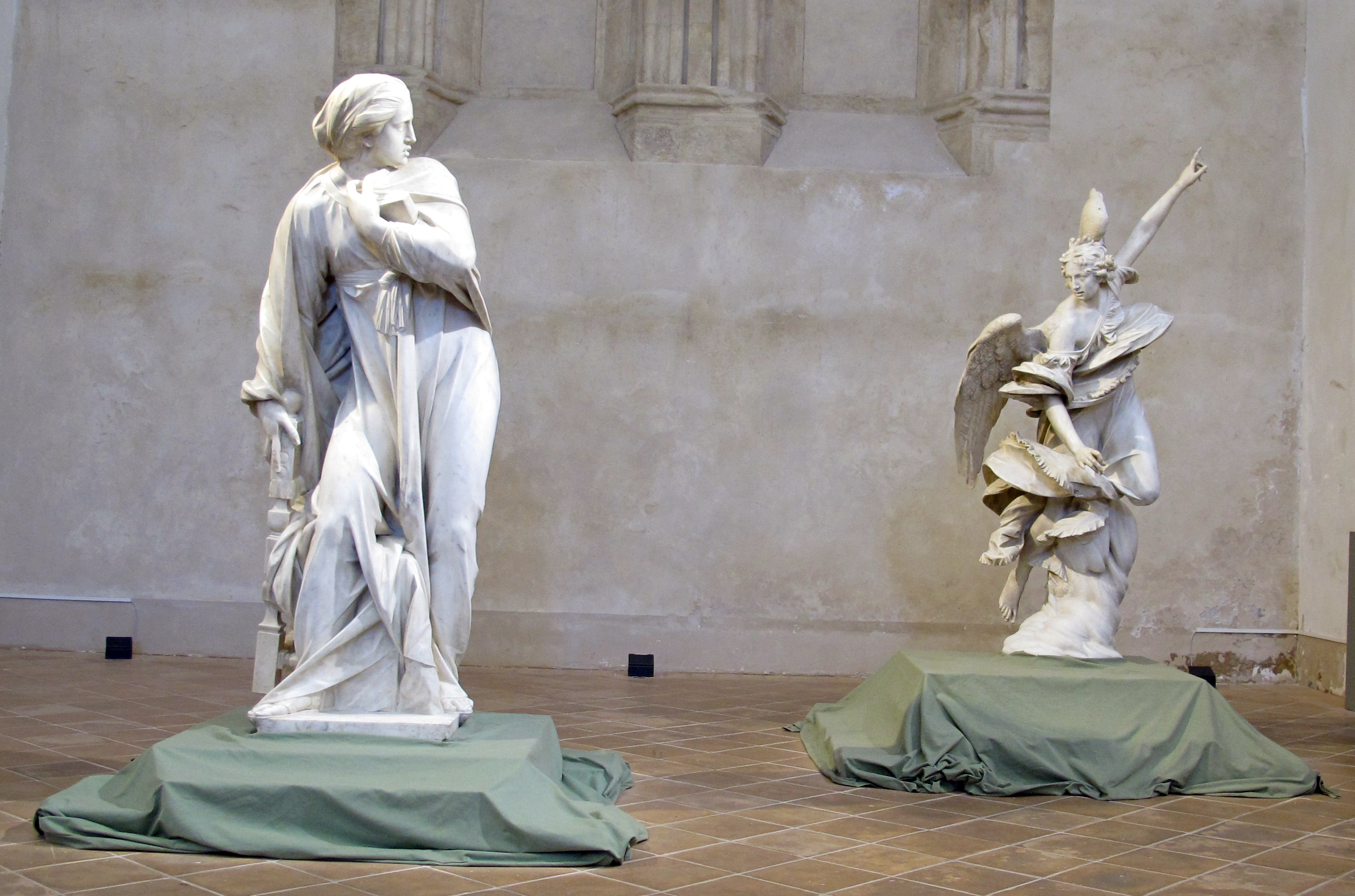
L'Annonciation (Francesco Mochi), de la cathédrale d'Orvieto.
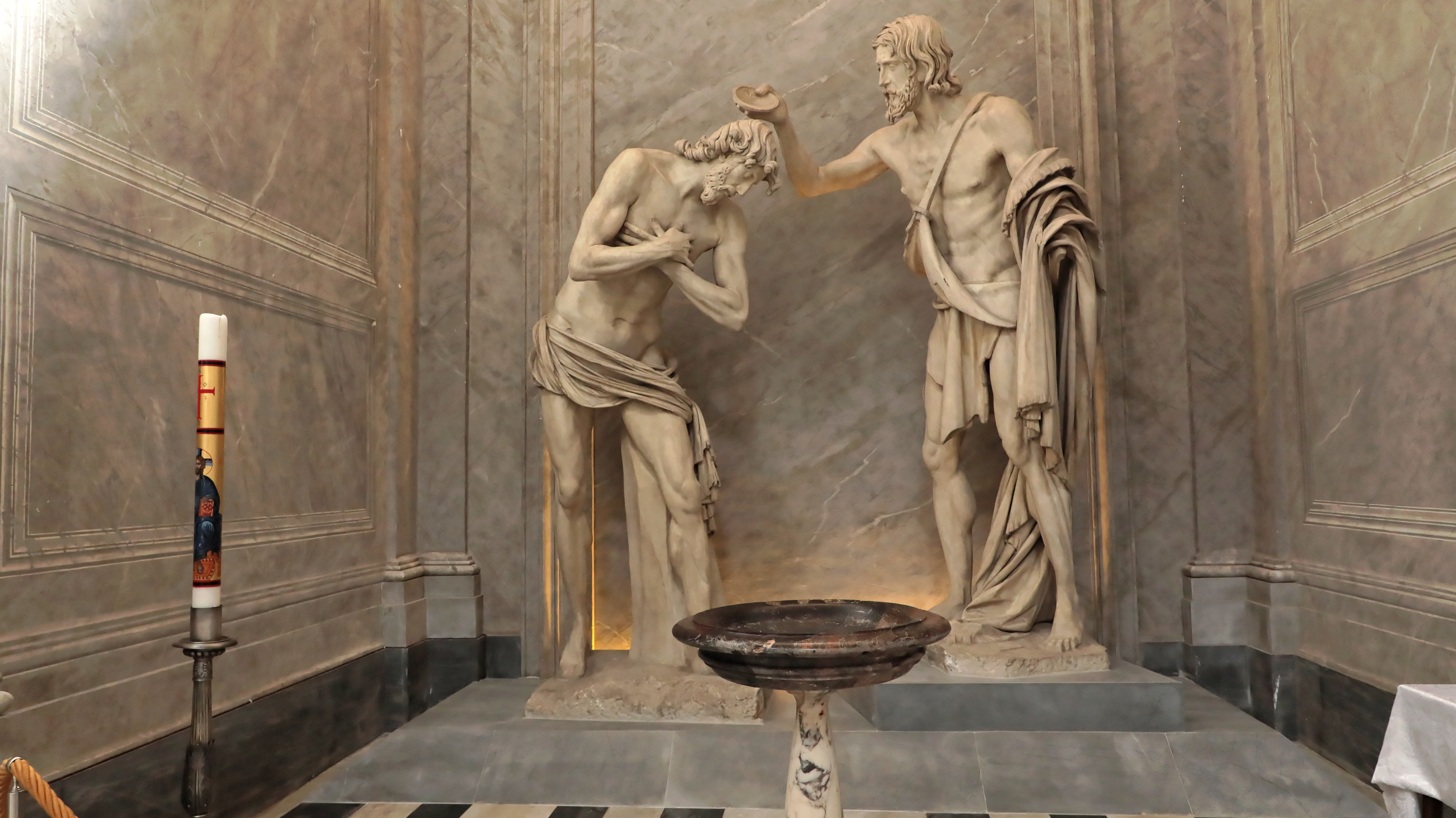
Le Baptême du Christ (Francesco Mochi), de l'église San Giovanni Battista dei Fiorentini de Rome
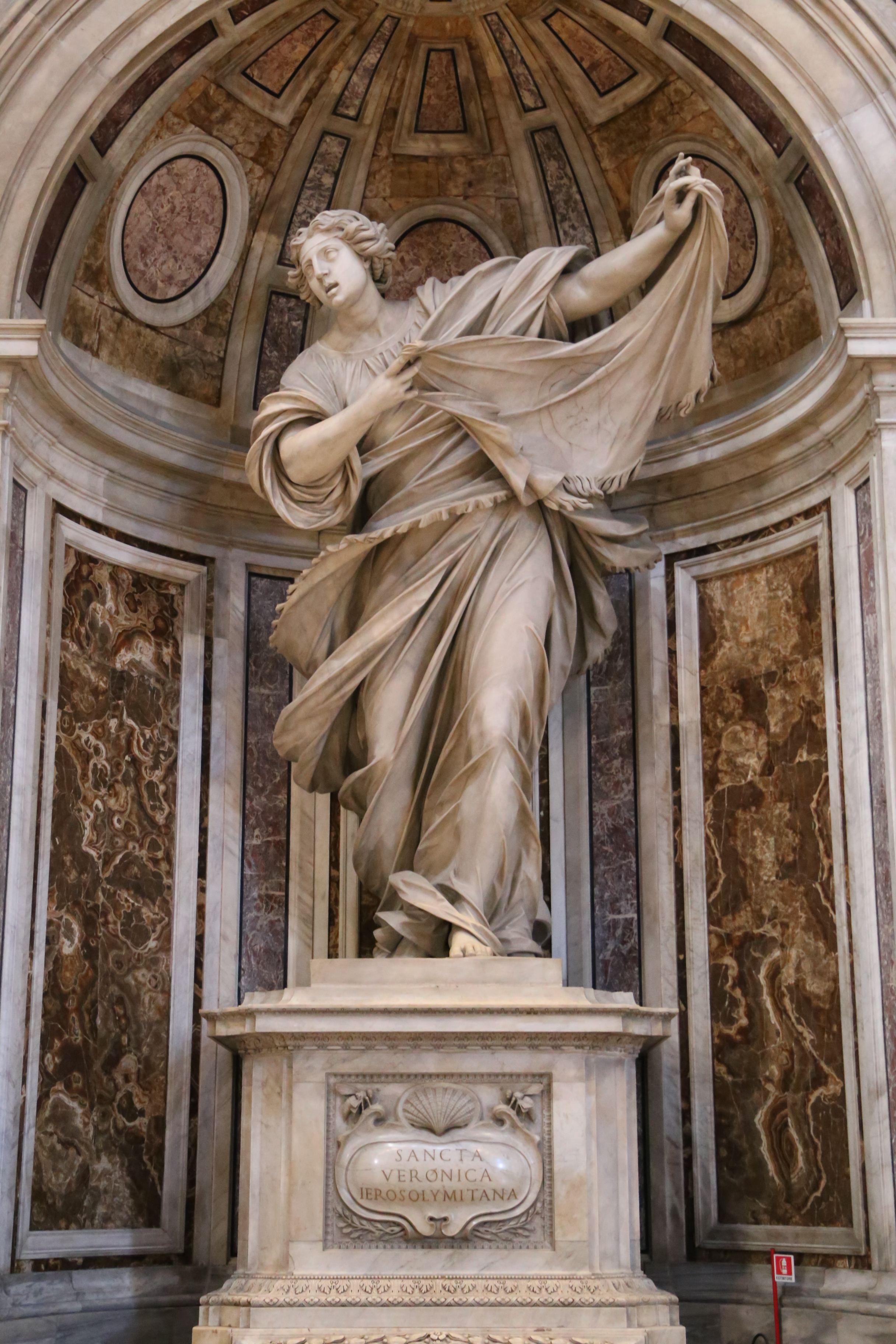
Sainte Véronique de la basilique Saint-Pierre
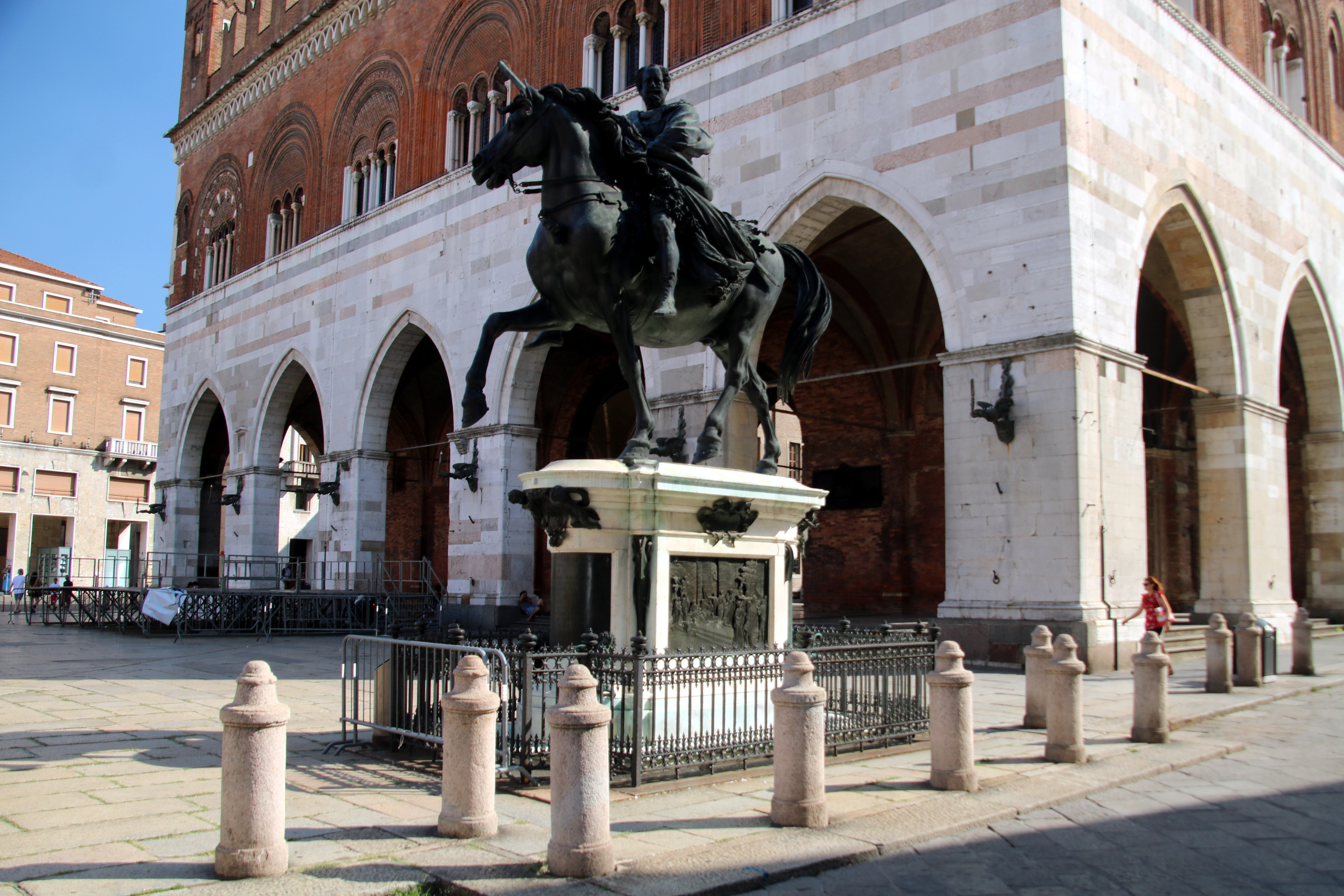
Statue équestre du duc Alexandre Farnèse, de Plaisance
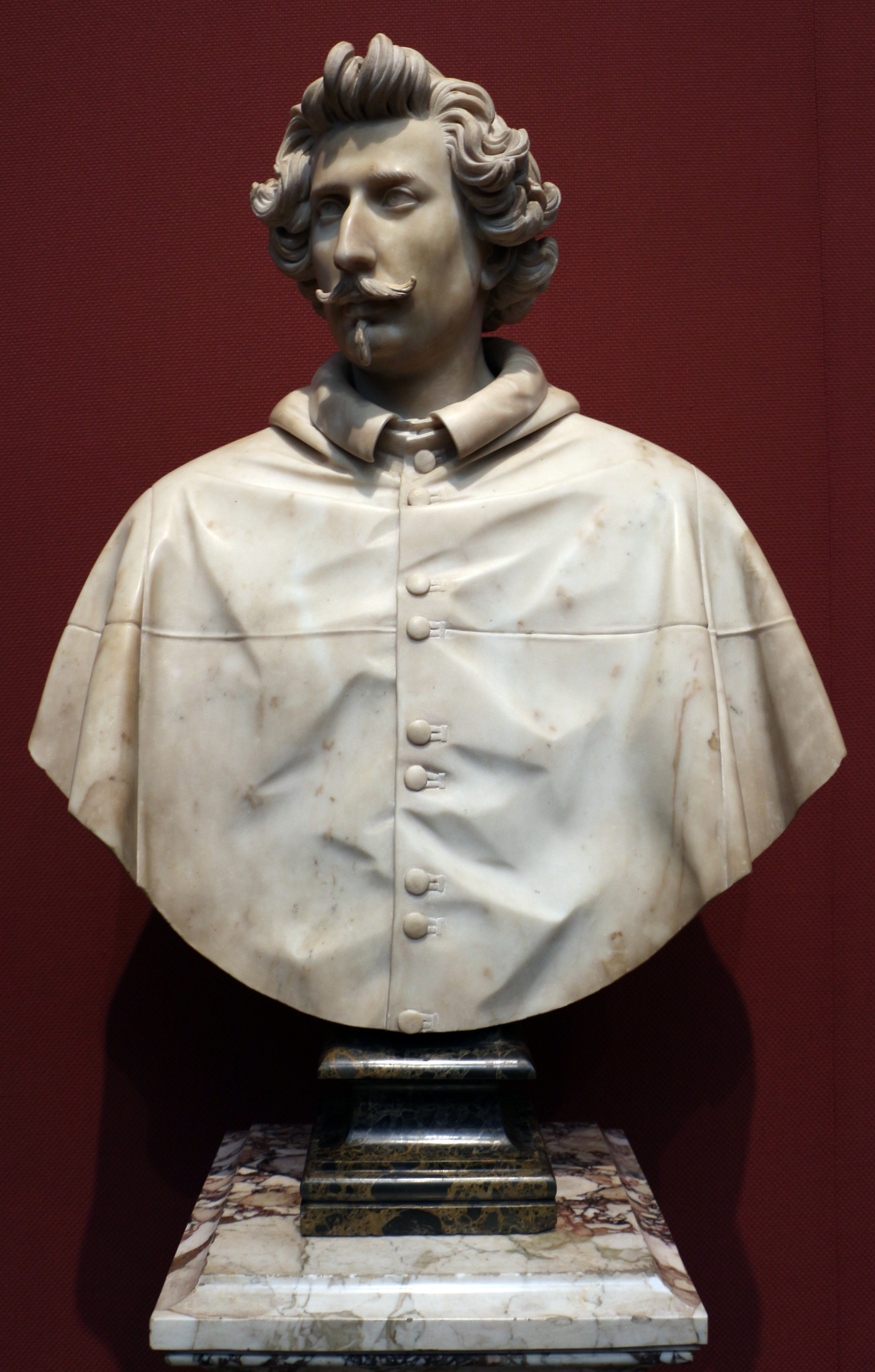
Buste du cardinal Antonio Barberini
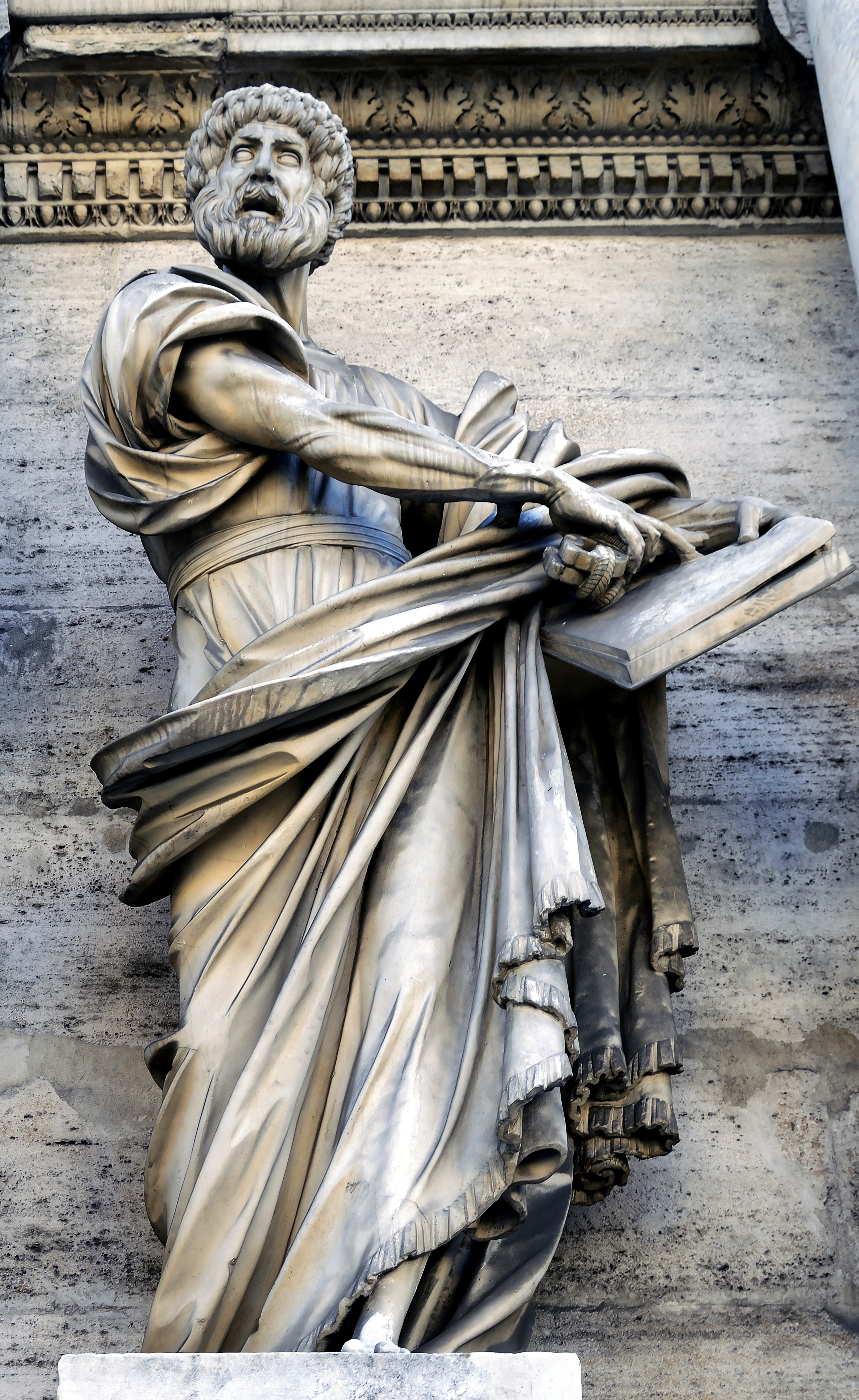
Saint Pierre
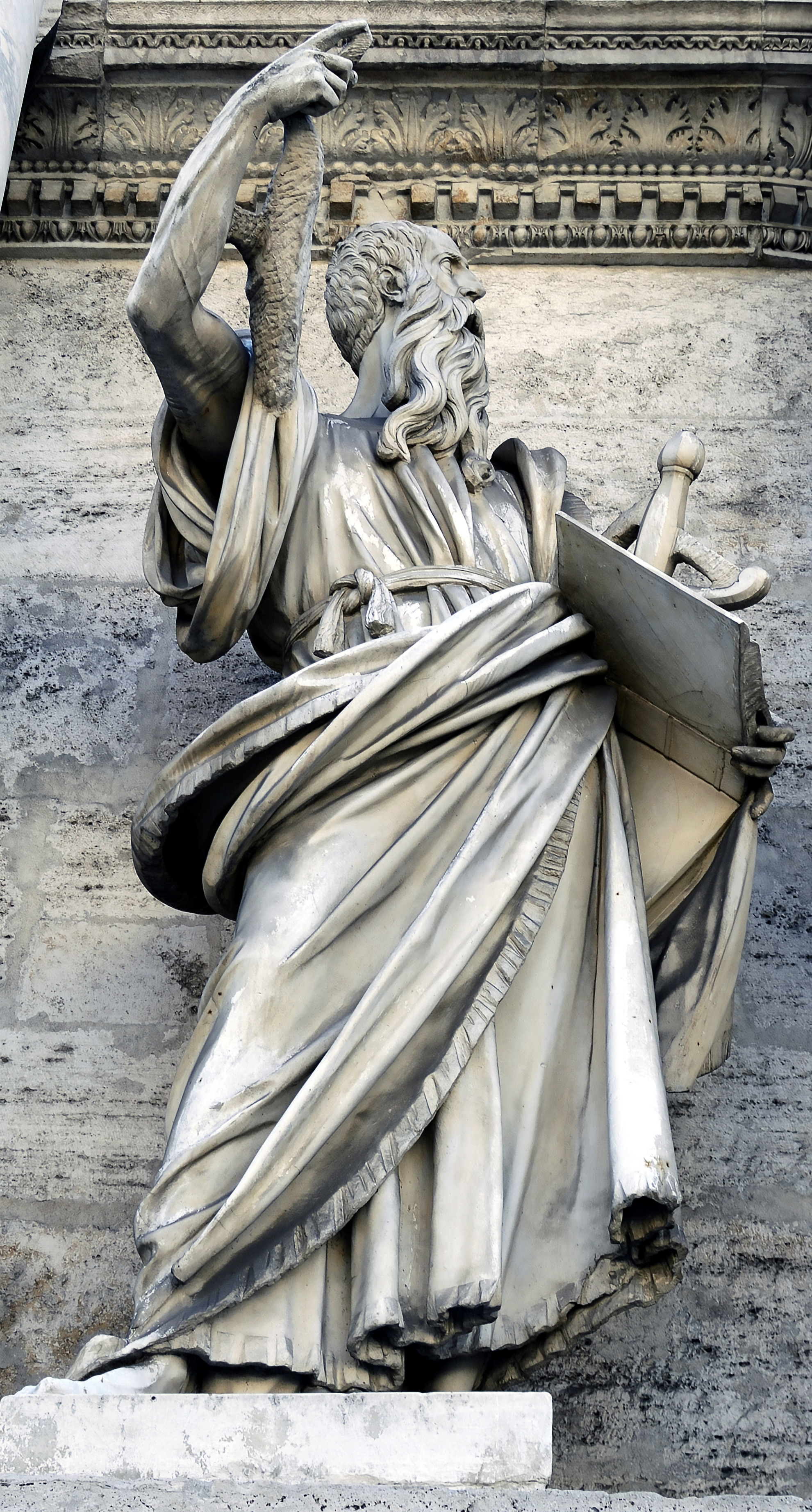
Saint Paul